# Страда дел Саличе Онц 516 (Фођа)
Страда дел Саличе Онц 516 (итал. Strada del Salice Onc 516) је насеље у Италији у округу Фођа, региону Апулија.
Према процени из 2011. у насељу је живело 73 становника. Насеље се налази на надморској висини од 70 м.